# Richard Worsley, 7. Baronet

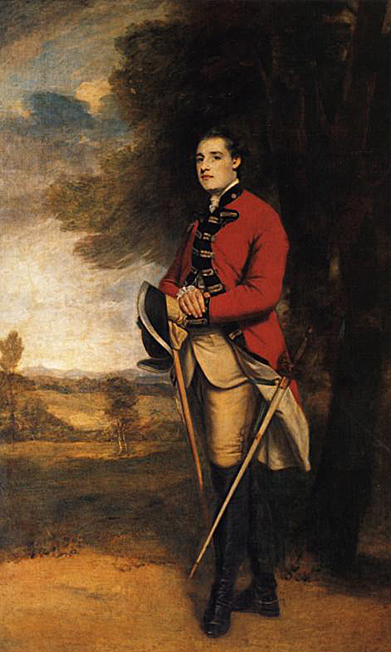
Sir Richard Worsley, 7. Baronet

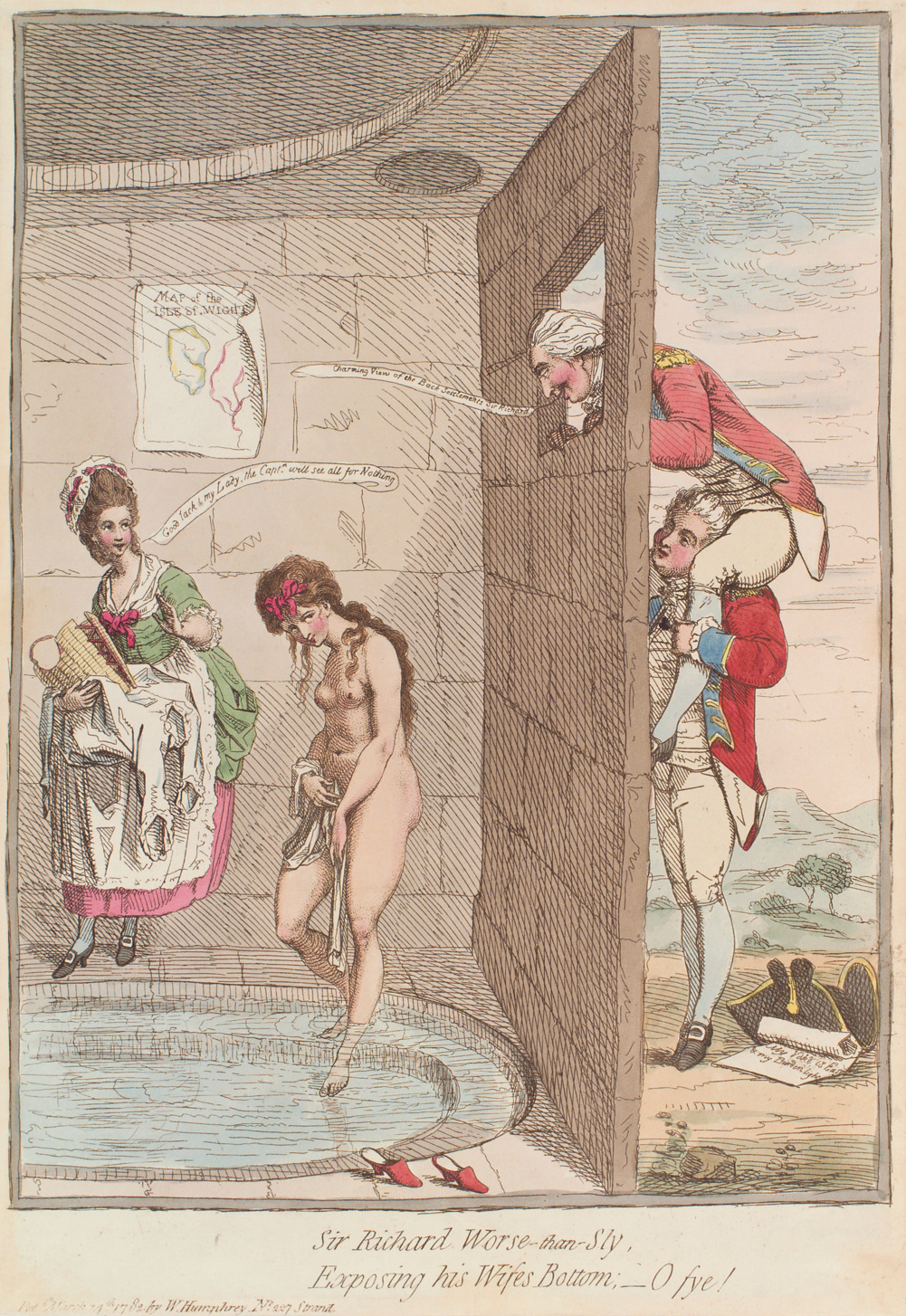
Karikatur von James Gillray aus dem Jahr 1782. Sie zeigt Sir Richard Worsley, der George Bisset hilft, Seymour Fleming nackt im Badehaus zu beobachten.
Untertitel: „Sir Richard Worse-than-Sly / Exposing his Wifes Bottom; – O fye!“

Sir Richard Worsley, 7. Baronet (* 13. Februar 1751 in Appuldurcombe House, Isle of Wight; † 8. August 1805) war ein britischer Politiker und Antiquitätensammler.
Er war der Sohn von Sir Thomas Worsley, 6. Baronet (1728–1768), und Lady Elizabeth Boyle (1731–1800), Tochter des 5. Earl of Cork and Orrery. 1768 erbte er beim Tod seines Vaters dessen Adelstitel eines Baronet, of Apuldercombe in the County of Southampton und den Familiensitz Appuldurcombe House bei Wroxall auf der Isle of Wight.
Er besuchte das Winchester College und studierte ab 1768 am Corpus Christi College der University of Cambridge. Nach seinem Studium wurde er mehrmals als Abgeordneter ins House of Commons gewählt. Von 1774 bis 1784 war er für den Wahlbezirk Newport und 1790 bis 1793 und 1796 bis 1801 für Newtown Mitglied des Parlaments. Als Antiquitätensammler wurde er 1778 Fellow sowohl der Society of Antiquaries of London als auch der Royal Society. 1779 bis 1782 hatte er das Amt des Comptroller of the Household inne, 1780 wurde er Mitglied des Privy Council. Von 1780 bis 1782 war er Gouverneur der Isle of Wight.
1775 heiratete er Seymour Dorothy Fleming, Tochter des Sir John Fleming, 1. Baronet. Mit ihr hatte er einen Sohn, Robert Edwin Worsley (1776–1795). 1781 gebar seine Gattin eine Tochter, Jane Seymour Worsley, die offenbar von Maurice George Bisset, einem engen Freund und Nachbarn Worsleys gezeugt worden war. Worsley nahm sie als eigenes Kind an, um einen Skandal zu vermeiden. Nachdem seine Gattin bei ihm ausgezogen war, führte er einen erfolglosen Rechtsstreit 1782 gegen sie, mit dem der Skandal öffentlich wurde und seinen Ruf ruinierte.
Da sein einziger Sohn kinderlos und vor ihm starb, fiel sein Adelstitel bei seinem Tod 1805 an seinen Cousin vierten Grades Henry Worsley-Holmes (1756–1811) als 8. Baronet.